# Idraparinux
Idraparinux de sódio é um fármaco anticoagulante em desenvolvimento pela Sanofi-Aventis.
Tem uma estrutura química semelhante e mesmo método de ação da fondaparinux, mas com uma meia-vida de eliminação de cerca de cinco a seis vezes mais longa, o que significa que o medicamento só deve ser injetado uma vez por semana.